# Françoise Frenkel
Françoise Frenkel, född 24 mars 1889 i Piotrków Trybunalski, Polen, död 18 januari 1975 i Nice var en bokälskare och öppnade den första franska bokhandeln i Berlin. Hon var polsk judinna och lyckades fly till Frankrike de sista dagarna i augusti 1939. I maj 1940 invaderade en tysk armégrupp Frankrike och Frenkel flydde till södra Frankrike. Först i juni 1943 lyckas hon fly till det neutrala Schweiz.

## Biografi
Frymeta Idesa Frenkel föddes i en intellektuell judisk familj i den polska industristaden Piotrków Trybunalski. Efter skolan flyttade hon till Leipzig i Kejsardömet Tyskland för att studera musik under Xaver Scharwenka. Senare reste hon till Paris och studerade fransk litteraturhistoria vid Sorbonne. Efter första världskrigets slut reste hon hem till sin familj i Polen. Föräldrarna hade överlevt, men deras hem hade invaderats av ryska militärer och hennes boksamling förstörts.
Frenkel träffade Simon Rachenstein i Paris, de gifte sig och öppnade 1921 en bokhandel med fransk litteratur i Berlin. 1933 gick Rachenstein i exil i Paris och Frenkel drev ensam bokhandeln La Maison du Livre français till augusti 1939.